# Fridolin Schröpfer
Fridolin Schröpfer (* 31. Juli 1892 in Pilsen; † 14. Juli 1953 in Bad Ischl) war ein österreichischer Politiker (SPÖ) und Postbeamter. Schröpfer war von 1931 bis 1934 sowie von 1945 bis 1953 Abgeordneter zum Oberösterreichischen Landtag und ab 1949 dessen Zweiter Landtagspräsident.

## Ausbildung und Beruf
Schröpfer arbeitete nach Beendigung seiner Schulzeit ab 1910 als Postangestellter in Ebensee und wurde 1912 nach Bad Ischl versetzt. Er leistete ab 1913 seinen Militärdienst ab und war bei Infanterieregiment Nr. 59 eingesetzt. In der Folge stand er bis 1919 im Militärdienst und war unter anderem bei der Militärpost in Bosnien. Nachdem er 1934 verhaftet und in den zeitweisen Ruhestand geschickt worden war, wurde er im Zweiten Weltkrieg erneut zum Postdienst einberufen. Er durfte jedoch nicht in Bad Ischl arbeiten, sondern war in Tamsweg, Wels und Steyr beschäftigt.

## Politik und Funktionen
Schröpfer trat 1919 der Sozialdemokratischen Partei bei und engagierte sich ab 1920 als Obmann der Postgewerkschaft Bad Ischl. 1924 wurde er Mitglied der Kammer für Arbeiter und Angestellte sowie des Bezirksschulrates. Er übernahm innerparteilich ab 1926 die Funktion des Obmanns der Sozialdemokratischen Partei in Bad Ischl und war ab 1924 Gemeinderat der Gemeinde. Noch im selben Jahr wurde er in das Amt des Vizebürgermeisters gewählt, ab 1929 war er zudem Abgeordneter zum Oberösterreichischen Landtag. Infolge der Februarkämpfe 1934 verlor er per 12. März 1934 sein Landtagsmandat und wurde verhaftet.
Schröpfer setzte seine politische Karriere nach dem Zweiten Weltkrieg fort, wobei er am 2. November 1945 das Amt des Bürgermeisters von Bad Ischl übernahm, das er bis zu seinem Tod ausübte. Er wurde zudem am 13. Dezember 1945 als Abgeordneter zum Landtag angelobt und wirkte in diesem Amt bis zu seinem Tod. Zudem hatte er vom 2. März 1949 bis zum 1. Oktober 1952 das Amt des Zweiten Landtagspräsidenten inne. Schröpfer war zudem Aufsichtsrat der Salzkammergut-Lokalbahn, Vizepräsident des Verkehrsrats Oberösterreich, Mitbegründer der Dachstein-Seilbahn und Obmann des Kurorteverbandes Salzkammergut.
Fridolin Schröpfers Grab befindet sich auf dem Friedhof Bad Ischl.